# Passerina drakensbergensis
Passerina drakensbergensis är en tibastväxtart som beskrevs av O.M. Hilliard och B.L. Burtt. Passerina drakensbergensis ingår i släktet Passerina och familjen tibastväxter. Inga underarter finns listade i Catalogue of Life.